# Nelsonkolonnen
Nelsonkolonnen (engelska: Nelson's Column) är ett monument i Storbritannien. Det är beläget på Trafalgar Square i London och restes 1843–1846 som ett minne över Lord Horatio Nelson, segraren vid slaget vid Trafalgar.
Nelsons staty som är 5,5 m hög står på en 46,1 m hög sockel av granit. Kolonnen är belägen 22 meter över havet.